# Aurelio Zennaro
Aurelio Zennaro (San Pietro Polesine, 19 novembre 1916 – Taggia, 25 novembre 1984) è stato un calciatore italiano, di ruolo Ala.

## Carriera
Giocò in Serie A nella stagione 1938-1939 quando, con la maglia del Livorno, scese in campo in 6 occasioni segnando anche una rete.

## Palmarès

### Club

#### Competizioni nazionali
- Serie B: 1

Livorno: 1936-1937